# 綾部暁月
綾部 暁月（あやべ きょうげつ、明治4年（1871年） - 昭和34年（1959年）7月12日）は、明治時代から昭和時代にかけての浮世絵師。

## 来歴
河鍋暁斎及び河鍋暁翠の門人。姓は綾部、名はりう。旗本出身の士族で木彫り師の桑原三（みたび）の長女として本郷に生まれた。幼時に綾部家を継ぐこととなったとする資料もあるが、『河鍋暁斎絵日記』や明治25年（1892年）から明治28年（1895年）の表彰状はみな桑原姓で、綾部家に養子に入ったのはそれ以降だと考えられる。暁月は独り綾部家の位牌を河鍋家の仏壇に合祀し、名実ともに河鍋家の一員として同家にて生涯をすごしている。暁月が何歳で暁斎の門人となったかは未詳であるが、かなりの年少時代であったと思われる。父と刎頚の友であった暁斎を師とし、3歳年上の暁翠を姉そして学友とし、恵まれた環境の下、絵の修業に精進した。暁斎の女流門人で、特に晩年、河鍋家と懇意であった。明治22年（1889年）に暁斎が没すると、その娘、暁翠に入門している。この時、暁翠は22歳であり、河鍋家の全てが若い暁翠の双肩にかかっており、これまで内弟子としてのみの存在であった暁月の立場は一変、河鍋家を支える重要な存在となったのであった。暁翠が明治40年（1907年）、一女吉（よし）を生んだ際には、当時、女子美術学校で教鞭を執っていた暁翠の代わりに、暁月が代稽古として大変重要な役割を果たしている。さらに、昭和6年（1931年）にいたり、吉が二人の女子を生んだ際にも、暁月は能くその面倒をみていたといわれる。また、能書家であり、和漢の故事にも通じていて、記憶力もよかったため、暁翠にとても頼りにされていた。
暁翠と暁月の肉筆画の合作に「鬼の耳を掃除する美人」がある。また、「花魁図」には、「暁翠」の落款があるが、実際には暁月の作品である。それは「翠」の文字の先が丸くなく、鋭角にはねており、また「翠」の字自体が上がり、簡略化されているため、暁翠の作品ではなくて、暁月による作品であると推定される。暁月は河鍋家において、家族の一員として愛され可愛がられ、尊敬されており、功労のあった暁月自らも河鍋家に対し心からの感謝を捧げつつ、綾部家の位牌を護り、89歳という長寿を全うして永眠した。墓所は四谷須賀町の顕性寺。享年89。

## 作品
- 「花魁図」　絹本着色 河鍋暁斎記念美術館所蔵
- 「払子を持つ美人」　絹本淡彩　河鍋暁斎記念美術館所蔵
- 「鬼の耳を掃除する美人」　紙本墨画　河鍋暁斎記念美術館所蔵　暁翠と合作
- 「芦葉（ろよう）達磨の下絵」　田中百郎所蔵　昭和11年　66歳の時の作品
- 「馬の線書き」　田中百郎所蔵　昭和11年　66歳の時の作品
- 「白式尉（はくしきじょう）と中啓」　黒紋付羽織裏地白羽二重に極彩色　田中百郎所蔵　昭和11年　66歳の時の作品
- 「恵比寿・大黒の万才戯画」　暁斎の線書きに彩色のみ　田中百郎所蔵　昭和11年　66歳の時の作品
- 「温公甕割図　模写」　紙本墨画　明治32年　河鍋暁斎記念美術館所蔵